# والتر بنت (بازیکن فوتبال، زاده ۱۹۱۸)
والتر بنت (انگلیسی: Walter Bennett; ۱۵ دسامبر ۱۹۱۸ – ۲۰۰۹ (۹۰−۹۱ سال)) بازیکن فوتبال اهل بریتانیا بود.
از باشگاه‌هایی که در آن بازی کرده‌است می‌توان به باشگاه فوتبال بارنزلی و باشگاه فوتبال دونکستر راورز اشاره کرد.